# Rodolfo Sandoval
Rodolfo Ariel Sandoval (4 ottobre 1948) è un ex calciatore uruguaiano, di ruolo terzino.

## Carriera

### Club
Giocò nel Peñarol dove raggiunse, nella Coppa Libertadores, due volte le semifinali prima nel 1972 e poi nel 1974.

### Nazionale
Prese parte, insieme alla Nazionale di calcio dell'Uruguay, al campionato del mondo 1970 dove finì la competizione al quarto posto; Sandoval giocò solo la finale per il terzo posto contro la Germania.

## Palmarès

### Competizioni nazionali
- Campionato uruguaiano: 1

Peñarol: 1974